# Tabea Buser
Tabea Buser (* 8. Mai 1993 in Muttenz) ist eine Schweizer Film- und Theaterschauspielerin.

## Leben
Als Jugendliche besuchte Buser das Junge Theater Basel. Von 2014 bis 2017 studierte sie an der Hochschule der Künste Bern, die sie mit dem Bachelor of Arts in Theater – Schauspiel abschloss. 2019 machte sie ihren Master of Arts in Expanded Theater an der Hochschule der Künste Bern.
Seit 2016 ist Buser auch als Filmschauspielerin tätig. Ihr Filmdebüt gab sie 2016 in dem Fernsehfilm Lina unter der Regie von Michael Schaerer. 2017 spielte sie in vier Episoden der SRF-Fernsehserie Der Bestatter die Rolle der Lilly Berghoff. Im Juni 2019 war sie in einer Episodenhauptrolle im Tatort: Ausgezählt mit den Luzerner Ermittlern Flückiger und Ritschard als junge Boxerin zu sehen. Für den Film absolvierte sie ein Boxtraining und drehte ihre Kampfszenen selbst.
Buser lebt in Bern. Am 14. Juni 2019 nahm sie am Schweizer Frauenstreik teil, um sich für „mehr Förderung und Unterstützung“ von weiblichen Künstlern einzusetzen.

## Filmografie
- 2016: Lina (Fernsehfilm)
- 2017: Der Bestatter (Fernsehserie, vier Folgen)
- 2018: Drifted
- 2019: Tatort: Ausgezählt (Fernsehfilm)
- 2024: Jakobs Ross

## Auszeichnungen
- 2015, 2016: Studienpreis Schauspiel des Migros-Kulturprozent